# Брасе (Кунео)
Брасе је насеље у Италији у округу Кунео, региону Пијемонт.
Према процени из 2011. у насељу је живело 126 становника. Насеље се налази на надморској висини од 253 м.